# Варушкин, Артём Валентинович
Артём Валентинович Варушкин (род. 26 августа 1982, Александровск, Пермская область, РСФСР, СССР) — российский серийный убийца и насильник, совершивший в Александровске 3 убийства и 4 покушения на убийство женщин с декабря 2002 по июль 2003 года с целью изнасилования и завладения имуществом.

## Биография

### Детство и юность
Артём Валентинович Варушкин родился 26 августа 1982 года в городе Александровске (Пермская область). Рос замкнутым и необщительным, друзей среди сверстников не имел. Учился средне. Из-за невысокого роста и невзрачной внешности большими успехами в общении с противоположным полом не обладал. В юности у него была девушка, но она не дождалась его из армии и ушла к другому, что стало причиной женоненавистничества Варушкина. Он не смог простить это предательство. С отличием отслужил в рядах Морской пехоты. Вернувшись в родной город, поселился у матери по адресу: переулок Берëзовый, д. 6. Устроился железнодорожным рабочим. В начале 2000-х годов стал увлекаться спиртными напитками и приобрёл алкогольную зависимость.

### Преступления
Преступления совершал в состоянии алкогольного опьянения по одной и той же схеме: оглушал жертв сильным ударом в лицо или шею, срывал одежду, насиловал и душил. Иногда забирал деньги и личные вещи.
Первое убийство Артём Варушкин совершил 5 декабря 2002 года. Жертвой стала молодая женщина, работающая на машиностроительном заводе. Варушкин подкараулил её неподалёку от дома, нанёс 10 ударов кулаками и ногами, изнасиловал и задушил рубашкой. Тело было найдено спустя месяц в сугробе возле жилого дома.
21 февраля 2003 года в гаражном массиве Варушкин напал на женщину, избил, изнасиловал и задушил. Убитая также работала на машиностроительном заводе.
В ночь с 23 февраля на 24 февраля Варушкин ударил по затылку молодую девушку и начал снимать с неё одежду, но рядом появилась автомашина «Нива», и преступник сбежал. Водитель запомнил, что убегающий был мужчиной низкого роста.
27 февраля на веранде детского сада Варушкин сильно избил, изнасиловал и задушил шейным платком очередную женщину.
19 апреля Варушкин дважды ударил в грудь и лицо стоящую у подъезда женщину, однако она подняла крик и нападавший скрылся с места неудачного нападения.
В июне в утреннее время на улице Жданова у магазина «Охотник» Варушкин сбил с ног девушку, однако затем почувствовал опасность и убежал.
Серия преступлений вызвала среди жителей Александровска моральную панику. Личный состав УВД был переведëн на круглосуточный режим работы, администрация машиностроительного завода выделила специальный транспорт, который развозил сотрудниц после смены по домам. Ходили слухи, что серийного убийцу и насильника искали и местные уголовные авторитеты. Мэр обещал 100 тысяч рублей за информацию о преступнике. Было установлено, что сперма на трупах абсолютно идентична. К лету у следствия имелось несколько не похожих между собой фотороботов. Основным методом поиска преступника оставалось непрерывное патрулирование улиц.

### Арест, следствие и суд
12 июля около 5 часов утра в подъезде Варушкин напал на женщину, попытался раздеть и начал избивать. На её крики прибежал сотрудник милиции, патрулирующий территорию, и Варушкин был задержан.
Поначалу он всё отрицал и признался лишь под влиянием весомых улик. Своим мотивом он назвал желание интимной близости, а убивал, чтобы его не опознали.
Судебно-психиатрическая экспертиза признала Варушкина вменяемым. Его преступные действия были последовательными и мотивированными. По своему психическому состоянию Варушкин мог осознавать фактический характер, общественную опасность совершаемых преступных деяний. В следственном изоляторе сокамерник Варушкина, исходя из блатных понятий, вылил на него кружку кипятка.
24 ноября 2003 года Пермский областной суд приговорил Артёма Варушкина к пожизненному лишению свободы. Отбывает наказание в исправительной колонии особого режима «Белый лебедь» в городе Соликамске Пермского края.